# آپوستولز
آپوستولز (به اسپانیایی: Apóstoles) یک منطقهٔ مسکونی در آرژانتین است که در بخش اپوستولس واقع شده‌است. آپوستولز ۴۰٬۸۵۸ نفر جمعیت دارد و ۱۵۱ متر بالاتر از سطح دریا واقع شده‌است.